# Pedro Pablo Pérez
Pour les articles homonymes, voir Pablo Pérez, Pérez et Márquez.
Pedro Pablo Pérez Márquez (né le 7 février 1977) est un coureur cycliste cubain. Il doit mettre un terme à sa carrière en 2008 après avoir subi un grave accident de la route.

## Palmarès
- 1998
  -  Médaillé d'or de la course en ligne aux Jeux d'Amérique centrale et des Caraïbes[1]
  -  Médaillé de bronze du contre-la-montre aux Jeux d'Amérique centrale et des Caraïbes[2]
- 1999
  - 1re étape du Tour du Táchira
  -  Médaillé de bronze de la course en ligne aux Jeux panaméricains
- 2000
  - Tour de Cuba :
    - Classement général
    - 5e et 11ea étapes

  - 10e étape du Tour d'Uruguay
- 2001
  -  Champion de Cuba sur route
  - Tour de Cuba :
    - Classement général
    - Prologue, 1re, 11ea et 12e étapes
- 2002
  - Tour de Cienfuegos :
    - Classement général
    - 1re et 2e étapes

  - 2e étape du Tour de Cuba
  - 12e étape du Tour du Venezuela
  - 3e du Tour de Cuba
- 2003
  -  Médaillé d'argent de la course en ligne aux Jeux panaméricains
- 2004
  - Tour de Cuba :
    - Classement général
    - 1re, 2e et 7e étapes
- 2005
  - 6e étape du Tour du Venezuela
- 2006
  - Tour de Cuba :
    - Classement général
    - 1re, 6e et 9e étapes

  - 9e étape du Tour de Chiriquí
  - 2e et 9e étapes du Tour du Costa Rica
  - 2e du championnat de Cuba sur route
- 2007
  - 4e et 5e étapes du Tour de Cuba
  - 2e, 4e et 9e étapes du Tour du Costa Rica
  - 2e du Tour de Cuba
- 2008
  - 3e étape du Tour du Táchira
  - Premio Agustin Alcantara :
    - Classement général
    - 3e étape

  - Tour de Cuba :
    - Classement général
    - 3e, 7ea et 9eb étapes

## Classements mondiaux
| Année            | 2005 | 2006 | 2007 | 2008 |
| ---------------- | ---- | ---- | ---- | ---- |
| UCI America Tour | 137e | 5e   | 12e  | 5e   |